# Віссермана-2 тема
Те́ма Віссермана-2 — тема в шаховій композиції багатоходового жанру. Суть теми — взяття чорної фігури на тематичному полі з метою звільнення цього поля для наступного ходу білих — це може бути, або хід іншої білої фігури на це поле, або хід лінійної білої фігури через це поле.

## Історія
Цю ідею запропонував у 1946 році шаховий композитор з Нідерландів Елтьє Віссерман (24.01.1922 — 23.03.1978).
Щоб досягнути мети, білі повинні знищити чорну фігуру, яка заважає просуванню білої фігури через це поле або на це поле.
Ця ідея отримала назву — тема Віссермана-2, оскільки є ще й інша ідея Віссермана, яка має назву — тема Віссермана-1. Ця тема була запропонована на ІІ командному турнірі ФІДЕ в розділі багатоходівок. 
|   | a | b | c | d | e | f | g | h |   |
| 8 | b7 чорний кінь · c7 білий король · f7 білий слон · g7 чорний пішак · g6 чорний пішак · e5 чорний король · f5 чорний пішак · g5 білий слон · f4 чорний пішак · h4 білий пішак · a2 чорний пішак · d2 білий кінь · e2 білий кінь · f2 білий пішак | b7 чорний кінь · c7 білий король · f7 білий слон · g7 чорний пішак · g6 чорний пішак · e5 чорний король · f5 чорний пішак · g5 білий слон · f4 чорний пішак · h4 білий пішак · a2 чорний пішак · d2 білий кінь · e2 білий кінь · f2 білий пішак | b7 чорний кінь · c7 білий король · f7 білий слон · g7 чорний пішак · g6 чорний пішак · e5 чорний король · f5 чорний пішак · g5 білий слон · f4 чорний пішак · h4 білий пішак · a2 чорний пішак · d2 білий кінь · e2 білий кінь · f2 білий пішак | b7 чорний кінь · c7 білий король · f7 білий слон · g7 чорний пішак · g6 чорний пішак · e5 чорний король · f5 чорний пішак · g5 білий слон · f4 чорний пішак · h4 білий пішак · a2 чорний пішак · d2 білий кінь · e2 білий кінь · f2 білий пішак | b7 чорний кінь · c7 білий король · f7 білий слон · g7 чорний пішак · g6 чорний пішак · e5 чорний король · f5 чорний пішак · g5 білий слон · f4 чорний пішак · h4 білий пішак · a2 чорний пішак · d2 білий кінь · e2 білий кінь · f2 білий пішак | b7 чорний кінь · c7 білий король · f7 білий слон · g7 чорний пішак · g6 чорний пішак · e5 чорний король · f5 чорний пішак · g5 білий слон · f4 чорний пішак · h4 білий пішак · a2 чорний пішак · d2 білий кінь · e2 білий кінь · f2 білий пішак | b7 чорний кінь · c7 білий король · f7 білий слон · g7 чорний пішак · g6 чорний пішак · e5 чорний король · f5 чорний пішак · g5 білий слон · f4 чорний пішак · h4 білий пішак · a2 чорний пішак · d2 білий кінь · e2 білий кінь · f2 білий пішак | b7 чорний кінь · c7 білий король · f7 білий слон · g7 чорний пішак · g6 чорний пішак · e5 чорний король · f5 чорний пішак · g5 білий слон · f4 чорний пішак · h4 білий пішак · a2 чорний пішак · d2 білий кінь · e2 білий кінь · f2 білий пішак | 8 |
| 7 | b7 чорний кінь · c7 білий король · f7 білий слон · g7 чорний пішак · g6 чорний пішак · e5 чорний король · f5 чорний пішак · g5 білий слон · f4 чорний пішак · h4 білий пішак · a2 чорний пішак · d2 білий кінь · e2 білий кінь · f2 білий пішак | b7 чорний кінь · c7 білий король · f7 білий слон · g7 чорний пішак · g6 чорний пішак · e5 чорний король · f5 чорний пішак · g5 білий слон · f4 чорний пішак · h4 білий пішак · a2 чорний пішак · d2 білий кінь · e2 білий кінь · f2 білий пішак | b7 чорний кінь · c7 білий король · f7 білий слон · g7 чорний пішак · g6 чорний пішак · e5 чорний король · f5 чорний пішак · g5 білий слон · f4 чорний пішак · h4 білий пішак · a2 чорний пішак · d2 білий кінь · e2 білий кінь · f2 білий пішак | b7 чорний кінь · c7 білий король · f7 білий слон · g7 чорний пішак · g6 чорний пішак · e5 чорний король · f5 чорний пішак · g5 білий слон · f4 чорний пішак · h4 білий пішак · a2 чорний пішак · d2 білий кінь · e2 білий кінь · f2 білий пішак | b7 чорний кінь · c7 білий король · f7 білий слон · g7 чорний пішак · g6 чорний пішак · e5 чорний король · f5 чорний пішак · g5 білий слон · f4 чорний пішак · h4 білий пішак · a2 чорний пішак · d2 білий кінь · e2 білий кінь · f2 білий пішак | b7 чорний кінь · c7 білий король · f7 білий слон · g7 чорний пішак · g6 чорний пішак · e5 чорний король · f5 чорний пішак · g5 білий слон · f4 чорний пішак · h4 білий пішак · a2 чорний пішак · d2 білий кінь · e2 білий кінь · f2 білий пішак | b7 чорний кінь · c7 білий король · f7 білий слон · g7 чорний пішак · g6 чорний пішак · e5 чорний король · f5 чорний пішак · g5 білий слон · f4 чорний пішак · h4 білий пішак · a2 чорний пішак · d2 білий кінь · e2 білий кінь · f2 білий пішак | b7 чорний кінь · c7 білий король · f7 білий слон · g7 чорний пішак · g6 чорний пішак · e5 чорний король · f5 чорний пішак · g5 білий слон · f4 чорний пішак · h4 білий пішак · a2 чорний пішак · d2 білий кінь · e2 білий кінь · f2 білий пішак | 7 |
| 6 | b7 чорний кінь · c7 білий король · f7 білий слон · g7 чорний пішак · g6 чорний пішак · e5 чорний король · f5 чорний пішак · g5 білий слон · f4 чорний пішак · h4 білий пішак · a2 чорний пішак · d2 білий кінь · e2 білий кінь · f2 білий пішак | b7 чорний кінь · c7 білий король · f7 білий слон · g7 чорний пішак · g6 чорний пішак · e5 чорний король · f5 чорний пішак · g5 білий слон · f4 чорний пішак · h4 білий пішак · a2 чорний пішак · d2 білий кінь · e2 білий кінь · f2 білий пішак | b7 чорний кінь · c7 білий король · f7 білий слон · g7 чорний пішак · g6 чорний пішак · e5 чорний король · f5 чорний пішак · g5 білий слон · f4 чорний пішак · h4 білий пішак · a2 чорний пішак · d2 білий кінь · e2 білий кінь · f2 білий пішак | b7 чорний кінь · c7 білий король · f7 білий слон · g7 чорний пішак · g6 чорний пішак · e5 чорний король · f5 чорний пішак · g5 білий слон · f4 чорний пішак · h4 білий пішак · a2 чорний пішак · d2 білий кінь · e2 білий кінь · f2 білий пішак | b7 чорний кінь · c7 білий король · f7 білий слон · g7 чорний пішак · g6 чорний пішак · e5 чорний король · f5 чорний пішак · g5 білий слон · f4 чорний пішак · h4 білий пішак · a2 чорний пішак · d2 білий кінь · e2 білий кінь · f2 білий пішак | b7 чорний кінь · c7 білий король · f7 білий слон · g7 чорний пішак · g6 чорний пішак · e5 чорний король · f5 чорний пішак · g5 білий слон · f4 чорний пішак · h4 білий пішак · a2 чорний пішак · d2 білий кінь · e2 білий кінь · f2 білий пішак | b7 чорний кінь · c7 білий король · f7 білий слон · g7 чорний пішак · g6 чорний пішак · e5 чорний король · f5 чорний пішак · g5 білий слон · f4 чорний пішак · h4 білий пішак · a2 чорний пішак · d2 білий кінь · e2 білий кінь · f2 білий пішак | b7 чорний кінь · c7 білий король · f7 білий слон · g7 чорний пішак · g6 чорний пішак · e5 чорний король · f5 чорний пішак · g5 білий слон · f4 чорний пішак · h4 білий пішак · a2 чорний пішак · d2 білий кінь · e2 білий кінь · f2 білий пішак | 6 |
| 5 | b7 чорний кінь · c7 білий король · f7 білий слон · g7 чорний пішак · g6 чорний пішак · e5 чорний король · f5 чорний пішак · g5 білий слон · f4 чорний пішак · h4 білий пішак · a2 чорний пішак · d2 білий кінь · e2 білий кінь · f2 білий пішак | b7 чорний кінь · c7 білий король · f7 білий слон · g7 чорний пішак · g6 чорний пішак · e5 чорний король · f5 чорний пішак · g5 білий слон · f4 чорний пішак · h4 білий пішак · a2 чорний пішак · d2 білий кінь · e2 білий кінь · f2 білий пішак | b7 чорний кінь · c7 білий король · f7 білий слон · g7 чорний пішак · g6 чорний пішак · e5 чорний король · f5 чорний пішак · g5 білий слон · f4 чорний пішак · h4 білий пішак · a2 чорний пішак · d2 білий кінь · e2 білий кінь · f2 білий пішак | b7 чорний кінь · c7 білий король · f7 білий слон · g7 чорний пішак · g6 чорний пішак · e5 чорний король · f5 чорний пішак · g5 білий слон · f4 чорний пішак · h4 білий пішак · a2 чорний пішак · d2 білий кінь · e2 білий кінь · f2 білий пішак | b7 чорний кінь · c7 білий король · f7 білий слон · g7 чорний пішак · g6 чорний пішак · e5 чорний король · f5 чорний пішак · g5 білий слон · f4 чорний пішак · h4 білий пішак · a2 чорний пішак · d2 білий кінь · e2 білий кінь · f2 білий пішак | b7 чорний кінь · c7 білий король · f7 білий слон · g7 чорний пішак · g6 чорний пішак · e5 чорний король · f5 чорний пішак · g5 білий слон · f4 чорний пішак · h4 білий пішак · a2 чорний пішак · d2 білий кінь · e2 білий кінь · f2 білий пішак | b7 чорний кінь · c7 білий король · f7 білий слон · g7 чорний пішак · g6 чорний пішак · e5 чорний король · f5 чорний пішак · g5 білий слон · f4 чорний пішак · h4 білий пішак · a2 чорний пішак · d2 білий кінь · e2 білий кінь · f2 білий пішак | b7 чорний кінь · c7 білий король · f7 білий слон · g7 чорний пішак · g6 чорний пішак · e5 чорний король · f5 чорний пішак · g5 білий слон · f4 чорний пішак · h4 білий пішак · a2 чорний пішак · d2 білий кінь · e2 білий кінь · f2 білий пішак | 5 |
| 4 | b7 чорний кінь · c7 білий король · f7 білий слон · g7 чорний пішак · g6 чорний пішак · e5 чорний король · f5 чорний пішак · g5 білий слон · f4 чорний пішак · h4 білий пішак · a2 чорний пішак · d2 білий кінь · e2 білий кінь · f2 білий пішак | b7 чорний кінь · c7 білий король · f7 білий слон · g7 чорний пішак · g6 чорний пішак · e5 чорний король · f5 чорний пішак · g5 білий слон · f4 чорний пішак · h4 білий пішак · a2 чорний пішак · d2 білий кінь · e2 білий кінь · f2 білий пішак | b7 чорний кінь · c7 білий король · f7 білий слон · g7 чорний пішак · g6 чорний пішак · e5 чорний король · f5 чорний пішак · g5 білий слон · f4 чорний пішак · h4 білий пішак · a2 чорний пішак · d2 білий кінь · e2 білий кінь · f2 білий пішак | b7 чорний кінь · c7 білий король · f7 білий слон · g7 чорний пішак · g6 чорний пішак · e5 чорний король · f5 чорний пішак · g5 білий слон · f4 чорний пішак · h4 білий пішак · a2 чорний пішак · d2 білий кінь · e2 білий кінь · f2 білий пішак | b7 чорний кінь · c7 білий король · f7 білий слон · g7 чорний пішак · g6 чорний пішак · e5 чорний король · f5 чорний пішак · g5 білий слон · f4 чорний пішак · h4 білий пішак · a2 чорний пішак · d2 білий кінь · e2 білий кінь · f2 білий пішак | b7 чорний кінь · c7 білий король · f7 білий слон · g7 чорний пішак · g6 чорний пішак · e5 чорний король · f5 чорний пішак · g5 білий слон · f4 чорний пішак · h4 білий пішак · a2 чорний пішак · d2 білий кінь · e2 білий кінь · f2 білий пішак | b7 чорний кінь · c7 білий король · f7 білий слон · g7 чорний пішак · g6 чорний пішак · e5 чорний король · f5 чорний пішак · g5 білий слон · f4 чорний пішак · h4 білий пішак · a2 чорний пішак · d2 білий кінь · e2 білий кінь · f2 білий пішак | b7 чорний кінь · c7 білий король · f7 білий слон · g7 чорний пішак · g6 чорний пішак · e5 чорний король · f5 чорний пішак · g5 білий слон · f4 чорний пішак · h4 білий пішак · a2 чорний пішак · d2 білий кінь · e2 білий кінь · f2 білий пішак | 4 |
| 3 | b7 чорний кінь · c7 білий король · f7 білий слон · g7 чорний пішак · g6 чорний пішак · e5 чорний король · f5 чорний пішак · g5 білий слон · f4 чорний пішак · h4 білий пішак · a2 чорний пішак · d2 білий кінь · e2 білий кінь · f2 білий пішак | b7 чорний кінь · c7 білий король · f7 білий слон · g7 чорний пішак · g6 чорний пішак · e5 чорний король · f5 чорний пішак · g5 білий слон · f4 чорний пішак · h4 білий пішак · a2 чорний пішак · d2 білий кінь · e2 білий кінь · f2 білий пішак | b7 чорний кінь · c7 білий король · f7 білий слон · g7 чорний пішак · g6 чорний пішак · e5 чорний король · f5 чорний пішак · g5 білий слон · f4 чорний пішак · h4 білий пішак · a2 чорний пішак · d2 білий кінь · e2 білий кінь · f2 білий пішак | b7 чорний кінь · c7 білий король · f7 білий слон · g7 чорний пішак · g6 чорний пішак · e5 чорний король · f5 чорний пішак · g5 білий слон · f4 чорний пішак · h4 білий пішак · a2 чорний пішак · d2 білий кінь · e2 білий кінь · f2 білий пішак | b7 чорний кінь · c7 білий король · f7 білий слон · g7 чорний пішак · g6 чорний пішак · e5 чорний король · f5 чорний пішак · g5 білий слон · f4 чорний пішак · h4 білий пішак · a2 чорний пішак · d2 білий кінь · e2 білий кінь · f2 білий пішак | b7 чорний кінь · c7 білий король · f7 білий слон · g7 чорний пішак · g6 чорний пішак · e5 чорний король · f5 чорний пішак · g5 білий слон · f4 чорний пішак · h4 білий пішак · a2 чорний пішак · d2 білий кінь · e2 білий кінь · f2 білий пішак | b7 чорний кінь · c7 білий король · f7 білий слон · g7 чорний пішак · g6 чорний пішак · e5 чорний король · f5 чорний пішак · g5 білий слон · f4 чорний пішак · h4 білий пішак · a2 чорний пішак · d2 білий кінь · e2 білий кінь · f2 білий пішак | b7 чорний кінь · c7 білий король · f7 білий слон · g7 чорний пішак · g6 чорний пішак · e5 чорний король · f5 чорний пішак · g5 білий слон · f4 чорний пішак · h4 білий пішак · a2 чорний пішак · d2 білий кінь · e2 білий кінь · f2 білий пішак | 3 |
| 2 | b7 чорний кінь · c7 білий король · f7 білий слон · g7 чорний пішак · g6 чорний пішак · e5 чорний король · f5 чорний пішак · g5 білий слон · f4 чорний пішак · h4 білий пішак · a2 чорний пішак · d2 білий кінь · e2 білий кінь · f2 білий пішак | b7 чорний кінь · c7 білий король · f7 білий слон · g7 чорний пішак · g6 чорний пішак · e5 чорний король · f5 чорний пішак · g5 білий слон · f4 чорний пішак · h4 білий пішак · a2 чорний пішак · d2 білий кінь · e2 білий кінь · f2 білий пішак | b7 чорний кінь · c7 білий король · f7 білий слон · g7 чорний пішак · g6 чорний пішак · e5 чорний король · f5 чорний пішак · g5 білий слон · f4 чорний пішак · h4 білий пішак · a2 чорний пішак · d2 білий кінь · e2 білий кінь · f2 білий пішак | b7 чорний кінь · c7 білий король · f7 білий слон · g7 чорний пішак · g6 чорний пішак · e5 чорний король · f5 чорний пішак · g5 білий слон · f4 чорний пішак · h4 білий пішак · a2 чорний пішак · d2 білий кінь · e2 білий кінь · f2 білий пішак | b7 чорний кінь · c7 білий король · f7 білий слон · g7 чорний пішак · g6 чорний пішак · e5 чорний король · f5 чорний пішак · g5 білий слон · f4 чорний пішак · h4 білий пішак · a2 чорний пішак · d2 білий кінь · e2 білий кінь · f2 білий пішак | b7 чорний кінь · c7 білий король · f7 білий слон · g7 чорний пішак · g6 чорний пішак · e5 чорний король · f5 чорний пішак · g5 білий слон · f4 чорний пішак · h4 білий пішак · a2 чорний пішак · d2 білий кінь · e2 білий кінь · f2 білий пішак | b7 чорний кінь · c7 білий король · f7 білий слон · g7 чорний пішак · g6 чорний пішак · e5 чорний король · f5 чорний пішак · g5 білий слон · f4 чорний пішак · h4 білий пішак · a2 чорний пішак · d2 білий кінь · e2 білий кінь · f2 білий пішак | b7 чорний кінь · c7 білий король · f7 білий слон · g7 чорний пішак · g6 чорний пішак · e5 чорний король · f5 чорний пішак · g5 білий слон · f4 чорний пішак · h4 білий пішак · a2 чорний пішак · d2 білий кінь · e2 білий кінь · f2 білий пішак | 2 |
| 1 | b7 чорний кінь · c7 білий король · f7 білий слон · g7 чорний пішак · g6 чорний пішак · e5 чорний король · f5 чорний пішак · g5 білий слон · f4 чорний пішак · h4 білий пішак · a2 чорний пішак · d2 білий кінь · e2 білий кінь · f2 білий пішак | b7 чорний кінь · c7 білий король · f7 білий слон · g7 чорний пішак · g6 чорний пішак · e5 чорний король · f5 чорний пішак · g5 білий слон · f4 чорний пішак · h4 білий пішак · a2 чорний пішак · d2 білий кінь · e2 білий кінь · f2 білий пішак | b7 чорний кінь · c7 білий король · f7 білий слон · g7 чорний пішак · g6 чорний пішак · e5 чорний король · f5 чорний пішак · g5 білий слон · f4 чорний пішак · h4 білий пішак · a2 чорний пішак · d2 білий кінь · e2 білий кінь · f2 білий пішак | b7 чорний кінь · c7 білий король · f7 білий слон · g7 чорний пішак · g6 чорний пішак · e5 чорний король · f5 чорний пішак · g5 білий слон · f4 чорний пішак · h4 білий пішак · a2 чорний пішак · d2 білий кінь · e2 білий кінь · f2 білий пішак | b7 чорний кінь · c7 білий король · f7 білий слон · g7 чорний пішак · g6 чорний пішак · e5 чорний король · f5 чорний пішак · g5 білий слон · f4 чорний пішак · h4 білий пішак · a2 чорний пішак · d2 білий кінь · e2 білий кінь · f2 білий пішак | b7 чорний кінь · c7 білий король · f7 білий слон · g7 чорний пішак · g6 чорний пішак · e5 чорний король · f5 чорний пішак · g5 білий слон · f4 чорний пішак · h4 білий пішак · a2 чорний пішак · d2 білий кінь · e2 білий кінь · f2 білий пішак | b7 чорний кінь · c7 білий король · f7 білий слон · g7 чорний пішак · g6 чорний пішак · e5 чорний король · f5 чорний пішак · g5 білий слон · f4 чорний пішак · h4 білий пішак · a2 чорний пішак · d2 білий кінь · e2 білий кінь · f2 білий пішак | b7 чорний кінь · c7 білий король · f7 білий слон · g7 чорний пішак · g6 чорний пішак · e5 чорний король · f5 чорний пішак · g5 білий слон · f4 чорний пішак · h4 білий пішак · a2 чорний пішак · d2 білий кінь · e2 білий кінь · f2 білий пішак | 1 |
|   | a | b | c | d | e | f | g | h |   |

FEN: 8/1nK2Bp1/6p1/4kpB1/5p1P/8/p2NNP2/8
1. Bc4! ~ 2. Bxf4+ Kf6 3. Bg5+ Ke5 4. f4#
1. ...  f3    2. Sxf3+ Ke4 3. Sd2+ Ke5 4. f4#